# Ulochlaena reducta
Ulochlaena reducta är en fjärilsart som beskrevs av M.Gaede 1915. Ulochlaena reducta ingår i släktet Ulochlaena och familjen nattflyn. Inga underarter finns listade i Catalogue of Life.